# Vuelta al País Vasco 1979
La XIX Vuelta al País Vasco, disputada entre el 2 de abril y el 6 de abril de 1979, estaba dividida en 5 etapas para un total de 826,5 km.
En esta edición participaron 6 equipos españoles (Kas, Teka, CR-Manzaneque, Moliner-Vereco, Novostil y Transmallorca) y un equipo extranjero (Inoxpran), con un total de 70 participantes de los que finalizaron 45 de ellos. 
El vencedor final fue el italiano Giovanni Battaglin.

## Etapas
| Etapa              | Fecha    | Recorrido                 | km  | Vencedor de la Etapa     | Líder de la general |
| ------------------ | -------- | ------------------------- | --- | ------------------------ | ------------------- |
| 1ª etapa           | 02/04/79 | Tolosa - Echarri-Aranaz   | 190 | Giovanni Mantovani       | Giovanni Mantovani  |
| 2ª etapa           | 03/04/79 | Echarri-Aranaz - Azcoitia | 180 | Giovanni Battaglin       | Giovanni Battaglin  |
| 3ª etapa           | 05/04/79 | Azcoitia - Fuenterrabía   | 160 | Miguel Mari Lasa         | Giovanni Battaglin  |
| 4ª etapa           | 06/04/79 | Fuenterrabía - Bermeo     | 175 | Enrique Martínez Heredia | Giovanni Battaglin  |
| 5ª etapa (1º Sec.) | 07/04/79 | Bermeo - Oñate            | 112 | Isidro Juárez            | Giovanni Battaglin  |
| 5ª etapa (2º Sec.) | 07/04/79 | Oñate - Aránzazu          | 9,5 | Giovanni Battaglin       | Giovanni Battaglin  |

## Clasificaciones
| \| 1. \| Giovanni Battaglin \| INO \| 23h 53' 08s \| \| 2. \| Vicente Belda \| TRA \| a 2' 09s \| \| 3. \| Miguel Mari Lasa \| MOL \| a 2' 26s \| \| 4. \| Manuel Esparza \| TEK \| a 2' 26s \| \| 5. \| José Pesarrodona \| TEK \| a 2' 48s \| \| 6. \| Enrique Cima \| TRA \| a 2' 51s \| \| 7. \| Felipe Yáñez \| NOV \| a 2' 55s \| \| 8. \| Julián Andiano \| MOL \| a 3' 00s \| \| 9. \| Alberto Fernández \| MOL \| a 3' 09s \| \| 10. \| José Luis Mayoz \| NOV \| a 3' 14s \| |                    |     |             |
| 1. | Giovanni Battaglin | INO | 23h 53' 08s |
| 2. | Vicente Belda      | TRA | a 2' 09s    |
| 3. | Miguel Mari Lasa   | MOL | a 2' 26s    |
| 4. | Manuel Esparza     | TEK | a 2' 26s    |
| 5. | José Pesarrodona   | TEK | a 2' 48s    |
| 6. | Enrique Cima       | TRA | a 2' 51s    |
| 7. | Felipe Yáñez       | NOV | a 2' 55s    |
| 8. | Julián Andiano     | MOL | a 3' 00s    |
| 9. | Alberto Fernández  | MOL | a 3' 09s    |
| 10. | José Luis Mayoz    | NOV | a 3' 14s    |

| \| 1. \| Miguel Mari Lasa \| MOL \| 53 puntos \| \| \| 2. \| Giovanni Battaglin \| INO \| 37 puntos \| \| \| 3. \| Enrique Martínez Heredia \| KAS \| 31 puntos \| \| |                          |     |           |  |
| 1. | Miguel Mari Lasa         | MOL | 53 puntos |  |
| 2. | Giovanni Battaglin       | INO | 37 puntos |  |
| 3. | Enrique Martínez Heredia | KAS | 31 puntos |  |

| \| 1. \| José Luis Mayoz \| NOV \| 40 puntos \| \| \| 2. \| Giovanni Battaglin \| INO \| 38 puntos \| \| \| 3. \| Vicente Belda \| TRA \| 37 puntos \| \| |                    |     |           |  |
| 1. | José Luis Mayoz    | NOV | 40 puntos |  |
| 2. | Giovanni Battaglin | INO | 38 puntos |  |
| 3. | Vicente Belda      | TRA | 37 puntos |  |

| \| 1. \| Juan Fernández \| KAS \| 13 puntos \| \| \| 2. \| Miguel Mari Lasa \| MOL \| 3 puntos \| \| |                  |     |           |  |
| 1.                                                                                                   | Juan Fernández   | KAS | 13 puntos |  |
| 2.                                                                                                   | Miguel Mari Lasa | MOL | 3 puntos  |  |

| \| 1. \| Transmallorca \| 67h 57' 17s \| \| \| 2. \| Moliner Vereco \| a 40s \| \| \| 3. \| Novostil Helios \| a 1' 42s \| \| \| 4. \| Kas \| a 2' 11s \| \| \| 5. \| Teka \| a 6' 11s \| \| \| 6. \| CR Manzaneque \| a 12' 33s \| \| \| 7. \| Inoxpran \| a 1h 03' 33s \| \| |                 |              |  |
| 1. | Transmallorca   | 67h 57' 17s  |  |
| 2. | Moliner Vereco  | a 40s        |  |
| 3. | Novostil Helios | a 1' 42s     |  |
| 4. | Kas             | a 2' 11s     |  |
| 5. | Teka            | a 6' 11s     |  |
| 6. | CR Manzaneque   | a 12' 33s    |  |
| 7. | Inoxpran        | a 1h 03' 33s |  |